# Малоаральский сельсовет
Ма́лоара́льский сельсовет — упразднённая в 1960 году административно-территориальная единица в Красноярском районе Астраханской области РСФСР. Административный центр — село Малый Арал.

## История
Малоаральский (Мало-Аральский) сельский совет был образован в 1919 году. В его состав входили населенные пункты: Малый Арал, Большой Арал, Керменчик, Азау.
В июне 1954 года в состав Малоаральского сельсовета вошли земли упразднённого Байбекского сельсовета.
Жители Большого Арала стали переселяться в Малый Арал. В 1960 году Малоаральский сельсовет переименован в Байбекский сельсовет.
В 1997 году из состава Байбекского сельсовета было выделено село Малый Арал с образованием самостоятельного муниципального образования, статус и граница которого были подтверждены законом от 26 августа 2004 года. Законом от 10 апреля 2018 года муниципальные образования и административно-территориальные единицы село Малый Арал и Степновский сельсовет объединены в новый сельсовет — Аксарайский.